# Robert W. Clower
Robert Wayne Clower (geboren 13. Februar 1926 in Pullman, Washington, gestorben 2. Mai 2011 in Columbia, South Carolina) war ein amerikanischer Wirtschaftswissenschaftler, der wichtige Beiträge zur mikro- und makroökonomischen Theorie leistete und eine keynesianische Perspektive einnahm.

## Leben
Robert Clower wuchs in Pullman (Washington) auf. Sein Vater war Professor für Wirtschaftswissenschaften am Washington State College. Nach der High School diente er 31 Monate in der U.S. Army, landete im Zweiten Weltkrieg einen Tag nach D-Day am Omaha Beach in der Normandie und heiratete am 7. Januar 1946 in Wiesbaden Frances Hepburn aus Aberdeen (Schottland). Im Sommer 1946 schrieb er sich an der Washington State ein und erhielt im Jahr 1948 seinen Bachelor of Arts in Wirtschaftswissenschaften. Als sein Vater 1948 krank wurde, übernahm er seine Kurse und führte sie nach dessen Tod im April weiter. Seinen Master of Arts erhielt er 1949.
1949 ging er mit einem Rhodes-Stipendium an die Universität Oxford, studierte unter John R. Hicks und erhielt 1952 einen Bachelor of Letters (seit 1978 Master of Letters genannt). Von 1952 bis 1957 war er Assistant Professor am Washington State College. 1958 wechselte er an die Northwestern University. Von 1971 bis 1986 war er Professor of Economics an der University of California, Los Angeles und wirkte dort bis zu seinem Tod als Emeritus. Von 1978 kehrte er als Adjunkt Professor an die Washington State University zurück und war von 1986 bis 2001 als Hugh C. Lane Professor für ökonomische Theorie an der University of South Carolina.
Von 1973 bis 1980 war er als verantwortlicher Herausgeber für die Zeitschrift Economic Inquiry tätig und von 1981 bis 1985 Herausgeber von The American Economic Review.
Er starb am 2. Mai 2011 in Columbia (South Carolina). Sein Nachlass enthält Briefe mit zahlreichen bedeutenden Ökonomen des 20. Jahrhunderts wie Milton Friedman, John R. Hicks, Peter W. Howitt, Axel Leijonhufvud, Don Patinkin, Joan Robinson, Paul Samuelson oder Robert Solow.

## Werk
Clower nutzte die Analyse von Bestands- und Flussgrößen (stock-flow analysis), um darauf eine Preistheorie aufzubauen und eine mikrofundierte keynesianische Theorie der Konjunkturzyklen zu entwickeln. Damit legte er die Basis für die Stock-Flow Consistent Models von Wynne Godley.
Clower widersprach seinem Lehrer John R. Hicks in Bezug auf dessen Interpretation des Ökonomen John Maynard Keynes (1883–1946) im IS-LM-Modell. Stattdessen formulierte er die keynesianische Theorie als eine Nicht-Gleichgewichtstheorie (disequilibrium theory). Das Gleichgewicht mit Vollbeschäftigung sei nur ein Spezialfall, tatsächlich könne es auch ein Gleichgewicht bei Unterbeschäftigung geben. Eine wichtige Bedeutung dafür haben feste Preise (bspw. Löhne), die sich nicht oder nur langsam anpassen. Die wegfallende Nachfrage der unbeschäftigten Arbeiter sorge dann für eine Verringerung der Wirtschaftsleistung.
Clower betonte die Unterscheidung zwischen einer Tauschwirtschaft und einer Geldwirtschaft und lehnte die These der Neutralität des Geldes ab. Gemeinsam mit Axel Leijonhufvud kritisierte er die Verwendung des Say'schen Gesetzes und des Walras-Gesetzes in der neoklassischen Theorie. Die individuelle Nachfrage sei beschränkt durch die Möglichkeiten, Geld zu erhalten (cash-in-advance constraint).
Aufgegriffen wurden seine Ideen unter anderem von Jean-Pascal Bénassy.

## Auszeichnungen
Clower wurde 1978 zum Fellow der Econometric Society gewählt. Er war Präsident der Western Economic Association (1987) und der Southern Economic Association (1992–93).

## Publikationen
- An Investigation into the Dynamics of Investment. In: The American Economic Review. Band 44, Nr. 1, März 1954, S. 64–81, JSTOR:1803060.
- mit D. W. Bushaw: Price Determination in a Stock-Flow Economy. In: Econometrica. Band 22, Nr. 3, S. 328–343, JSTOR:1907357.
- mit D. W. Bushaw: Introduction to Mathematical Economics. Richard D. Irwin, Homewood (Illinois) 1957, OCLC 869572587.
- mit M. L. Burstein: On the Invariance of Demand for Cash and Other Assets. In: Review of Economic Studies. Band 28, Nr. 1, S. 32–36, JSTOR:2296247.
- Monetary History and Positive Economics. In: Journal of Economic History. Band 24, Nr. 3, 1964, S. 364–380, JSTOR:2116326.
- The Keynesian Counter-Revolution: A Theoretical Appraisal. In: Frank Hahn, Frank P. R. Brechling (Hrsg.): The Theory of Interest Rates. Macmillan, London 1965, OCLC 299883443.
- mit George Dalton, Mitchell Harwitz und Alan A. Walters: Growth without Development: An Economic Survey of Liberia. Northwestern University Press, Evanston 1966, OCLC 1117289998.[20]
- A Reconsideration of the Microfoundations of Monetary Theory. In: Economic Inquiry. Band 6, Nr. 1, Dezember 1967, S. 1–8, doi:10.1111/j.1465-7295.1967.tb01171.x.
- Stock-flow analysis. In: David L. Sills, Robert K. Merton: International Encyclopedia of the Social Sciences. Band 15, Macmillan und Free Press, New York 1968, OCLC 491474972, S. 273–277.
- als Herausgeber: Monetary Theory: Selected Readings. Penguin, Harmondsworth 1969, OCLC 123149241.
- What Traditional Monetary Theory Really Wasn't. In: Canadian Journal of Economics. Band 2, Nr. 2, 1969, S. 299–302, JSTOR:133641.
- mit Axel Leijonhufvud: Say's Principle: What It Means and Doesn't Mean. In: Intermountain Economic Review. 4, ISSN 0020-5664, 1973, S. 1–16. Nachdruck in: John C. Wood, Steven Kates (Hrsg.): Jean-Baptiste Say. Band 5, Routledge, London / New York 2000, ISBN 0-415-23240-6, Kapitel 136, S. 358–376.
- Reflections on the Keynesian Perplex. In: Zeitschrift für Nationalökonomie. Band 35, Nr. 1, 1975, S. 1–25, doi:10.1007/BF01291800.
- mit Axel Leijonhufvud: The Coordination of Economic Activities: A Keynesian Perspective. In: The American Economic Review. Band 65, Nr. 2, 1975, S. 182–188, JSTOR:1818850.
- The Anatomy of Monetary Theory. In: The American Economic Review. Band 67, Nr. 1, S. 206–212, JSTOR:1815905.
- mit Peter W. Howitt: The Transactions Theory of the Demand for Money: A Reconsideration. In: Journal of Political Economy. Band 86, Nr. 3, 1978, S. 449–466, doi:10.1086/260681.
- D. A. Walker (Hrsg.) Money and Markets. Essays by Robert W. Clower. Cambridge University Press, 1987, ISBN 0-521-33560-4.[21]
- The Ideas of Economists. In: Arjo Klamer, Deirdre N. McCloskey, Robert M. Solow (Hrsg.): The Consequences of Economic Rhetoric. Cambridge 1988, ISBN 0-521-34286-4, S. 85–98.
- Economics as an Inductive Science. In: Southern Economic Journal. Band 60, Nr. 4, 1994, S. 805–814, JSTOR:1060421.
- Axiomatics in Economics. In: Southern Economic Journal. Band 62, Nr. 2, S. 307–319, JSTOR:1060684.
- On the Origin of Monetary Exchange. In: Economic Inquiry. Band 33, Nr. 4, 1995, S. 525–536, doi:10.1111/j.1465-7295.1995.tb01879.x.
- Economic Doctrine and Method: Selected Papers of R. W. Clower. Edward Elgar, 1995, ISBN 1-85898-004-6.
- mit Peter W. Howitt: Taking Markets Seriously: Groundwork for a Post-Walrasian Macroeconomics. In: David Colander (Hrsg.): Beyond Microfoundations. Post Walrasian Economics. Cambridge University Press, 1996, ISBN 1-139-17462-2, S. 21–37.
- mit Peter W. Howitt: The Emergence of Economic Organization. In: Journal of Economic Behavior & Organization. Band 41, Nr. 1, 2000, S. 55–84, doi:10.1016/S0167-2681(99)00087-6.